# Cephalozoa
Classe
Familles de rang inférieur
- † Yorgiidae Ivantsov[1], 2001
- † Sprigginidae Glaessner[2], 1958

Les Cephalozoa forment une classe éteinte d'animaux marins primitifs segmentés à symétrie bilatérale, caractérisés par un corps arrondi ou ovale, très peu épais.

## Description

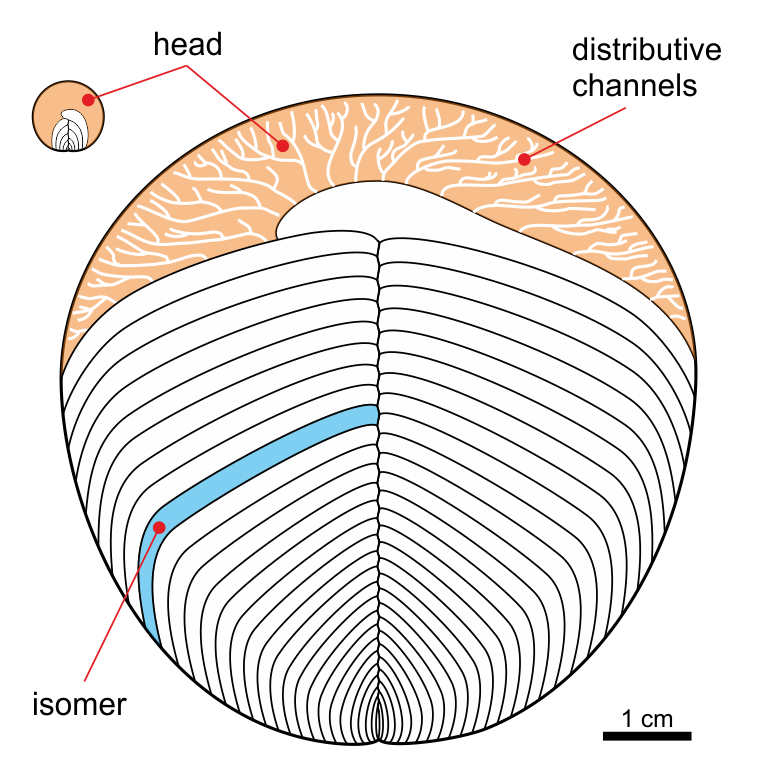
Schéma de l'organisation de Yorgia waggoneri.

À la différence des autres classes de proarticulés, la segmentation du corps n'est pas complète et laisse apparaître vers l'avant une « tête » avec de fins canaux distributaires. Certaines espèces dans la famille des Yorgiidae montrent aussi une certaine asymétrie,,.
Ils sont connus en Russie près de la mer Blanche dans la région d'Arkhangelsk où ils ont vécu durant l'Édiacarien, c'est-à-dire il y a environ entre 635 et 540 Ma (millions d'années).

## Familles, genres et espèces
Les Cephalozoa incluent deux familles : les Yorgiidae et les Sprigginidae.

### Yorgiidae
Les Yorgiidae regroupent trois genres monospécifiques :
- † Archaeaspinus Ivantsov, 2007 (synonyme de Archaeaspis)
  - † Archaeaspinus fedonkini Ivantsov, 2001
- † Yorgia Ivantsov, 1999
  - † Yorgia waggoneri Ivantsov, 1999

### Sprigginidae
Les Sprigginidae regroupent trois genres monospécifiques :
- † Spriggina Glaessner, 1958
  - † Spriggina floundersi Glaessner, 1958
- † Marywadea Glaessner, 1976
  - † Marywadea ovata Glaessner et Wade, 1966
- † Cyanorus Ivantsov, 2004 
  - † Cyanorus singularis Ivantsov, 2004
- † Praecambridium Glaessner et Wade, 1966, précédemment classé comme un Yorgiidae ; il est dorénavant considéré comme une forme juvénile de Spriggina[6].
  - † Praecambridium sigillum Glaessner et Wade, 1966

Le genre Andiva est parfois rattaché aux Cephalozoa :

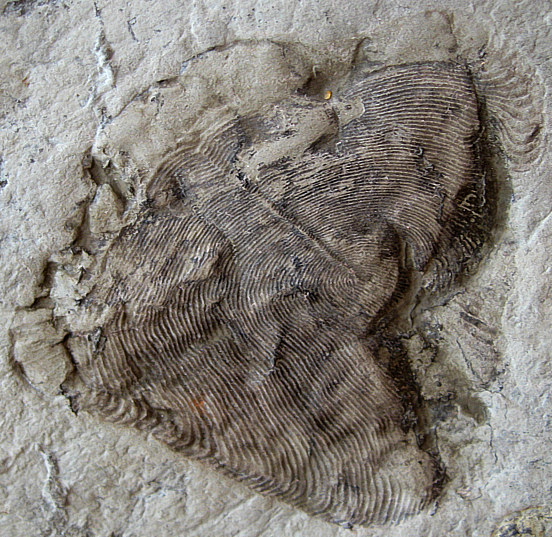
Fossile dAndiva ivantsovi.

- † Andiva Fedonkin, 2002                         
  - † Andiva ivantsovi Fedonkin, 2002

Fossilworks indique que la famille des Yorgiidae Ivantsov, 2001 pourrait leur être rattachée à la classe des Vendiamorpha.